# 頼政塚

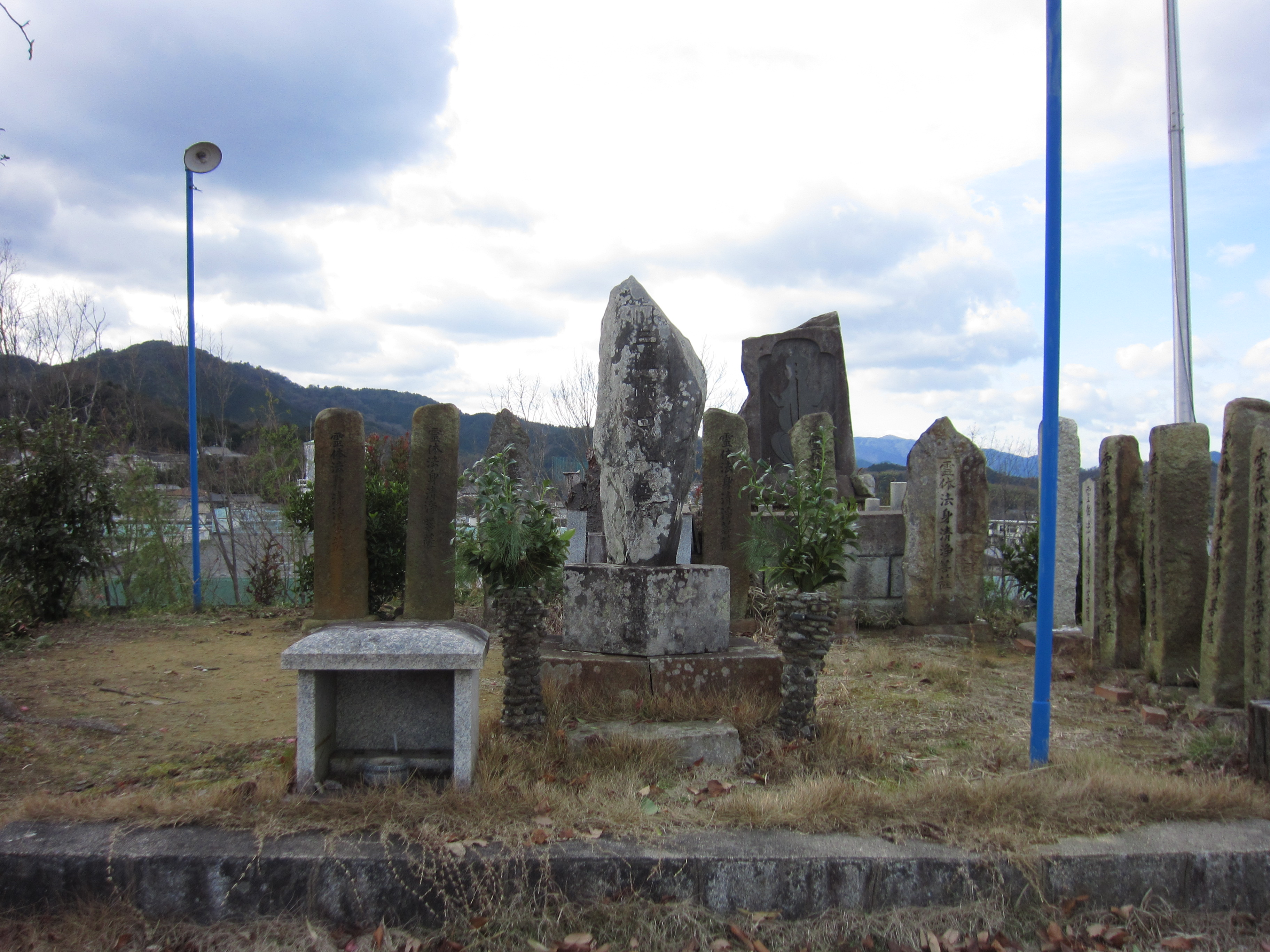
頼政塚上の墓碑

頼政塚（よりまさづか）は、平安末期非業の死を遂げた多田源氏源頼政の首塚。
この首塚は現在の亀岡市西つつじヶ丘の小高い丘に建てられた。宇治で戦死した頼政の遺骸がここに埋められた理由として、丹波矢田郷が彼の領地の中で最も宇治に近かったからと言われているが不明。江戸時代に近辺の僧侶が存在を疑って塚を掘り起こしてみたところ、石棺があったといわれている。2020年現在亀岡市立つつじヶ丘小学校が隣接している。
亀岡市篠町浄法寺の国道9号線に頼政塚の交差点があり、京阪京都交通にも頼政塚バス停がある。
座標: 北緯34度59分59.9秒 東経135度35分22.2秒 / 北緯34.999972度 東経135.589500度